# 둔내역
둔내역(Dunnae station, 屯內驛)은 대한민국 강원특별자치도 횡성군 둔내면에 위치한 경강선의 철도역이다.

## 연혁
- 2017년 6월 29일: 철도거리표 고시[1]
- 2017년 12월 22일: 경강선 개통과 함께 영업 개시

## 역 구조
지상 2층, 연면적 1,978m²로, 자연휴양림과 한옥을 역사 컨셉으로 잡은 역이다. 둔내역의 콘코스와 대합실은 청태산의 푸른 이미지와 민들레로 자연을 표현하였으며, 연결통로는 둔내의 청정자연을 모티브로 나뭇잎과 선사시대 토기 등을 벽면에 표한한 것이 특징이다.

### 승강장
2, 3번 내선은 저상홈 구조로 강릉선 KTX가 정차하며, 1, 4번 외선은 추후 도입되는 KTX-이음 정차를 위한 고상홈 구조로 되어 있다.
| ↑ 횡성          |
| ４３ \| ２１ \| |
| 평창 ↓          |

| 1 | 경강선 | KTX |                                  |
| 2 | 경강선 | KTX | 평창 · 진부 · 강릉 · 동해 방면   |
| 3 | 경강선 | KTX | 횡성 · 청량리 · 서울 · 행신 방면 |
| 4 | 경강선 | KTX |                                  |

## 인접한 역
| 경강선         | 경강선     | 경강선         |
| -------------- | ---------- | -------------- |
| 횡성 행신 방면 | KTX 강릉선 | 평창 강릉 방면 |
| 횡성 서울 방면 | KTX 영동선 | 평창 동해 방면 |